# François Puget
Pour les articles homonymes, voir Puget (homonymie).
François Puget né à Toulon le 17 décembre 1651 et mort le 6 octobre 1707 à Marseille est un peintre baroque français.
Il est le fils unique de l'architecte, sculpteur et peintre Pierre Puget (1620-1694).

## Biographie
François Puget est le fils unique de Pierre Puget et de Paule Boulet. Avec sa mère il se rend à Gênes en 1663 pour rejoindre son père Pierre Puget qui décide de rester dans cette ville après la disgrâce de Nicolas Fouquet survenue en 1661. Il grandit dans cette ville où il est probablement gagné par l'admiration de son père pour les peintres génois. D'après l'oratorien Joseph Bougerel, François Puget aurait été à Gênes l'élève de Gian-Benedetto Castiglione ; cette hypothèse est mise en doute par Marie-Christine Gloton. En 1668 il retourne avec sa famille à Toulon où son père dirige l'atelier de sculpture de l'arsenal. En 1677 il épouse dans cette ville Jeanne Jourdanis qui lui donnera trois enfants : Paule, Madeleine et Pierre-Paul (1679-1773).
Il est très probable que François ait suivi à Marseille son père en 1679 car il peint en 1680 la Visitation pour le couvent de cet ordre dans cette ville. C'est également au cours de cette période qu'il peint le portrait d'un homme assis qui se trouve au musée des beaux-arts de Marseille. François reste dans le sillage de son père et l'assiste notamment entre 1683 et 1688 période durant laquelle il se rend trois fois à Paris pour présenter au roi les œuvres de son père : il les reçoit à leur arrivée au port fluvial de Paris et les conduit à Versailles.
Devenu veuf François se remarie en 1691 avec Geneviève Mazerat, fille d'un ancien échevin de Marseille et parente de la seconde épouse de Pierre Puget. Il devient peintre ordinaire du roi, titre employé dans le prix-fait de la toile représentant la vocation de saint Mathieu peinte en 1691. Il semble devenir le peintre officiel de la ville de Marseille car de 1697 à 1706 il peint de nombreux portraits d'échevins ou d'assesseurs ; la profession de son nouveau beau-père pourrait ne pas être étrangère à cette nomination. .
François Puget peut également être qualifié d'architecte car après la mort de son père en 1694, il assume la responsabilité des travaux pour l'achèvement de la chapelle de la vieille Charité portant en particulier sur la calotte de la coupole.

## Œuvres
- La Visitation. Ce tableau figure la visite de la Vierge Marie à sa cousine Élisabeth, épouse de Zacharie, les deux femmes ayant appris qu'elles étaient enceintes[4]. Il a été peint vers 1680 pour le premier monastère de la Visitation et s'y trouvait encore pendant la Révolution. Il se trouve actuellement au musée des beaux-arts de Marseille[BJ 1].
- Portrait d'homme assis. L'homme représenté tient dans sa main gauche une enveloppe sur laquelle est inscrite la phrase « Petrus Puget Pixit », ce qui a fait tout d'abord attribuer ce tableau à Pierre Puget. Mais cette inscription est apocryphe et les experts actuels attribuent cette œuvre à François Puget. Cette toile a appartenu au frère du peintre Gustave Ricard, le collectionneur Émile Ricard qui estimait que la personne représentée était le seigneur de Bachas, ami de l'artiste. Cette toile a été donnée au musée des beaux-arts de Marseille[BJ 2].
- Réunion de musiciens. Ce tableau a été donné par l'artiste au roi Louis XIV en 1677-1678, période correspondant au séjour de plusieurs mois que fit François Puget à la Cour pour solliciter de Louis XIV son accord pour la construction de la place royale à Marseille dont le projet avait été dressé par son père. Ce tableau ne représente pas des musiciens de la Cour tels que Jean-Baptiste Lully, mais des provençaux amis de Pierre et François Puget[5]. Le tableau se trouve actuellement au musée du Louvre[BJ 3].
- La Vocation de saint Mathieu. Ce tableau peint en 1691 pour le maître-autel de l'Église Saint Matthieu de Château-Gombert d'abord attribué à Pierre Puget est l'œuvre de François Puget ; cette attribution ne fait aucun doute depuis que l'archiviste Joseph Billoud a retrouvé en 1935 le prix-fait de cette toile[6]. Ce tableau se trouve toujours dans l'église de Château-Gombert.
- Portrait de l'échevin de Marseille, Guintrand. Ce tableau se trouve au musée Granet à Aix-en-Provence.
- Portrait de Mme Guintrand. Ce tableau se trouve au musée Granet à Aix-en-Provence.
- Portrait d'homme âgé. Ce tableau attribué à François Puget représente un homme qui n'a pas pu être identifié. Il se trouve au musée Grobet-Labadié.
- Portrait présumé de Pierre Puget, vers 1680, Clermont-Ferrand, musée d'art Roger-Quilliot.
- Le Sculpteur Pierre Puget (1620-1694). François Puget peint, aux alentours de 1692, son père qui devait décéder peu de temps après. Ce tableau appartenait en 1842 à Mlle Puget descendante d'un frère de Pierre Puget et a été acheté par l'administration[7]. Il se trouve actuellement au musée du Louvre[BJ 4]. Il a été interprété en gravure par Edme Jeaurat.
- Le Jugement de sainte Barbe.
- La Torture de sainte Barbe. Ce tableau faisait partie avec le précédent, d'une série de six peintures représentant les martyres de sainte Barbe. François Puget étant mort avant d'avoir terminé cette série, Michel Serre s'est chargé de les achever. L'inventaire dressé à la Révolution signale ces six toiles dans la chapelle des pénitents blancs de La Ciotat ; depuis quatre toiles ont été perdues ou détruites, les deux seules restantes se trouvent dans l'église Saint Théodore de Marseille.

Œuvres de ou attribuées à François Puget
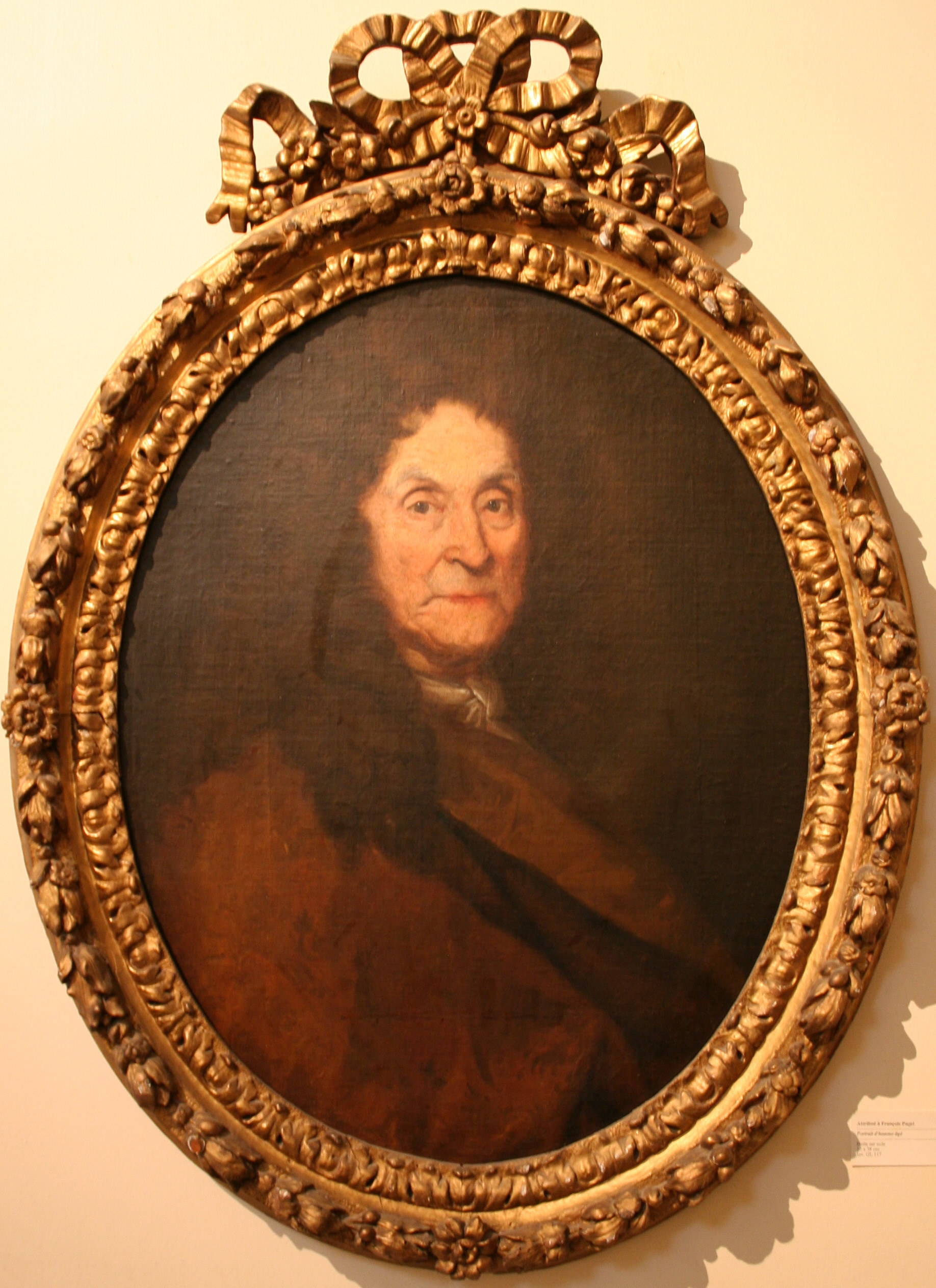
Portrait d'homme âgé (attribution), Marseille, musée Grobet-Labadié.
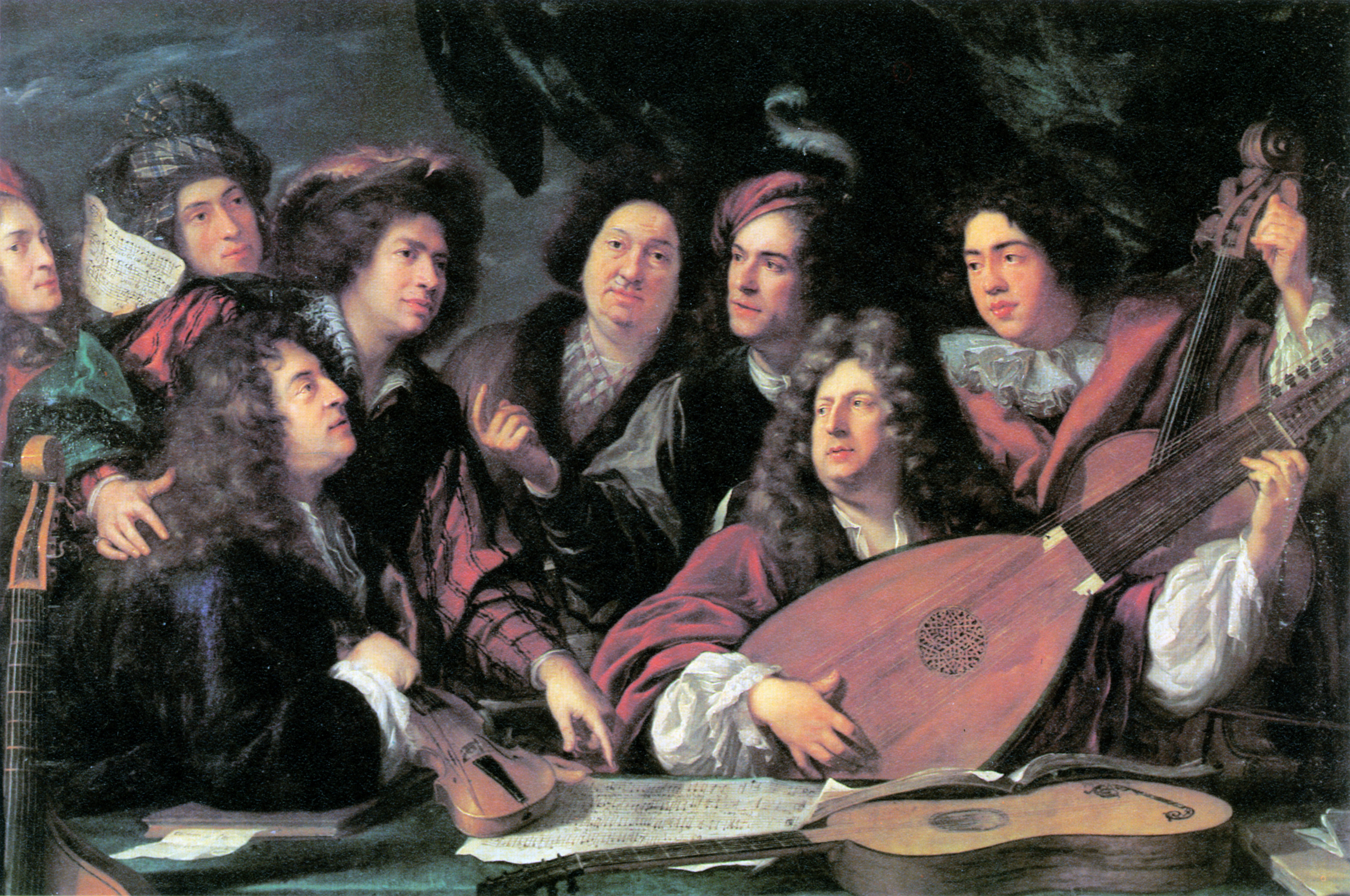
La Réunion de musiciens (1688), Paris, musée du Louvre.
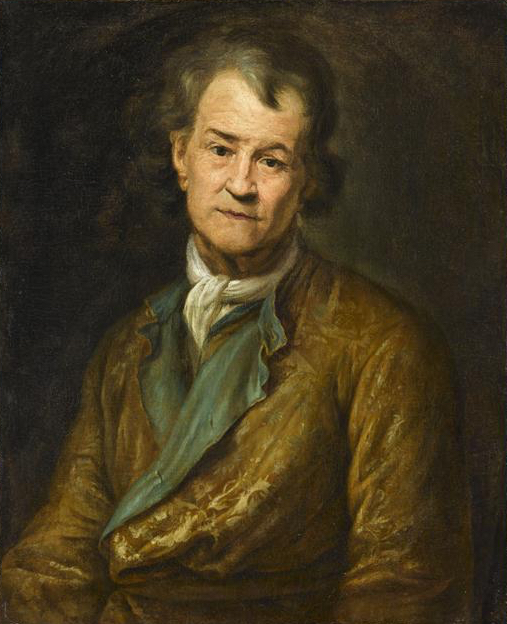
Le Sculpteur Pierre Puget (vers 1700), Paris, musée du Louvre.